# 馬特代爾峰
46°26′8″N 9°41′37″E / 46.43556°N 9.69361°E

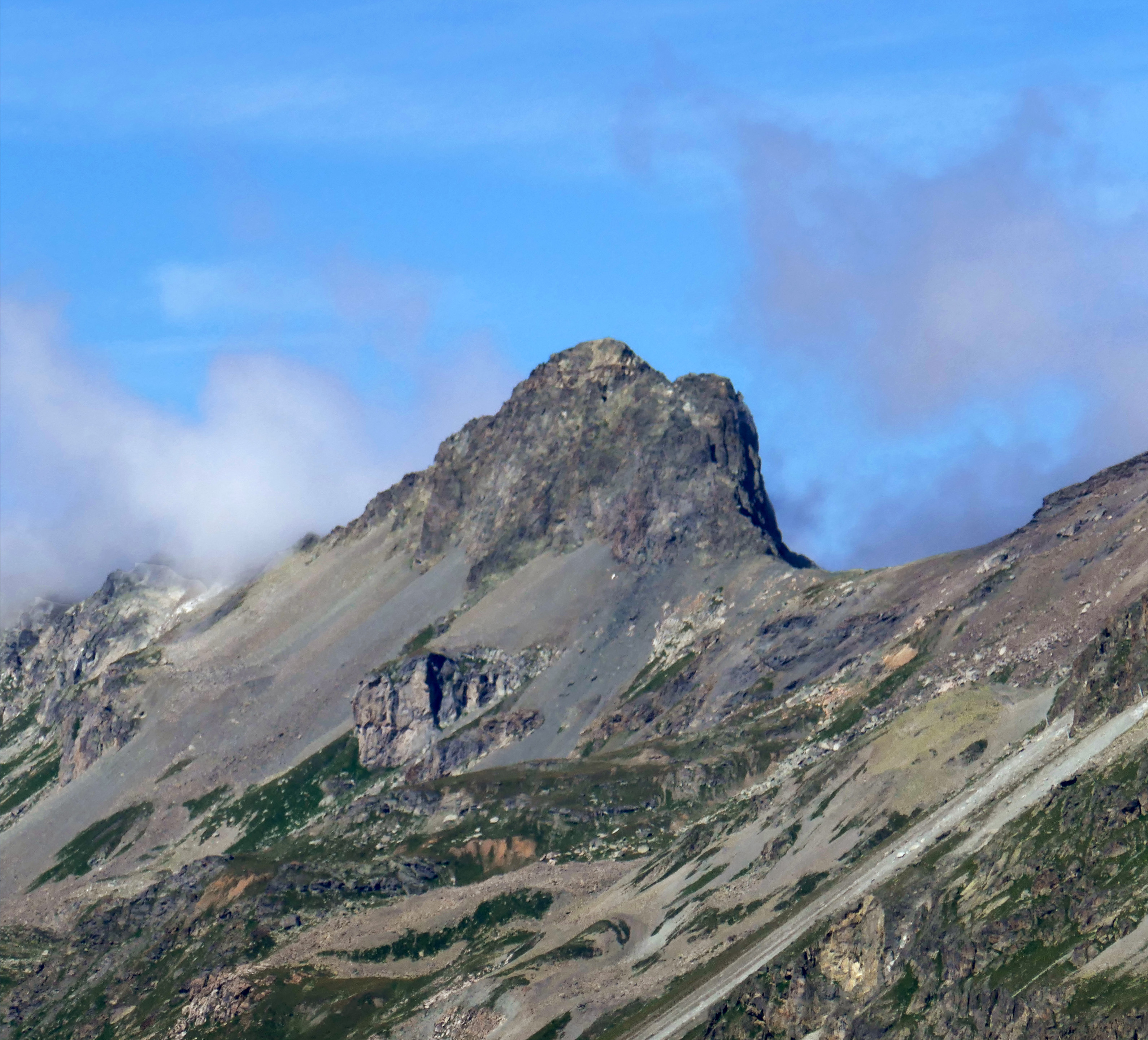

馬特代爾峰（Piz Materdell），是瑞士的山峰，位於該國東南部，由格勞賓登州負責管轄，屬於阿爾布拉山脈的一部分，海拔高度2,967米，每年平均降雨量1,693毫米。